# Bembidion praticola
Bembidion praticola es una especie de escarabajo del género Bembidion, familia Carabidae. Fue descrita científicamente por Lindroth en 1963.
Se distribuye por América del Norte, en Canadá y los Estados Unidos. Esta especie fue encontrada por unos entomólogos en la provincia de Manitoba, después de realizar una serie de investigaciones. Se pudo determinar que viven debajo de las hojas, también en bosques caducifolios húmedos donde se encuentran aguas estancadas.